# WR 120
WR 120 eller V462 Scuti, är en dubbelstjärna i norra delen av stjärnbilden Skölden. Den har en skenbar magnitud av ca 11,9 och kräver ett kraftfullt teleskop för att kunna observeras. Baserat på parallax enligt Gaia Data Release 3 på ca 0,325 mas, beräknas den ligga på ett avstånd av ca 10 000 ljusår (ca 3 100 parsec)  från solen. Primärstjärnan är en vätefri svagt fodrad WN7-stjärna, medan följeslagaren är en vätefri WN3/4-stjärna och systemet ingår möjligen i den öppna stjärnhopen Dolidze 33.

## Egenskaper

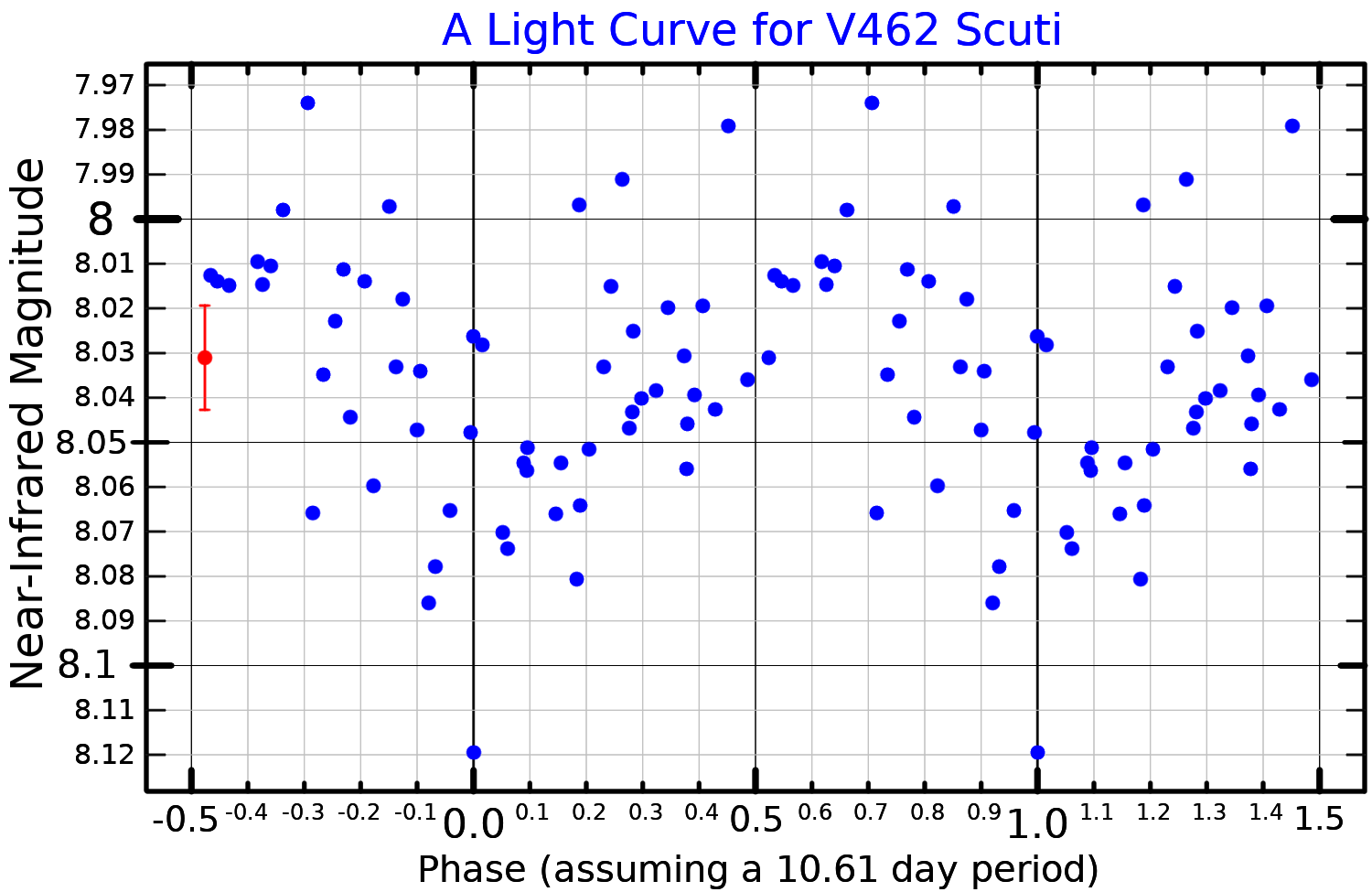
Ljuskurva i nära infraröd våglängd (2,033 mikrometer) för V462 Scuti, plottad efter Chené och St-Louis (2007). Punkten längst till vänster visat 3 sigma-felområdet.

Analys av primärstjärnans spektrum med PoWR visar att den har en effektiv temperatur på cirka 50 000 K och förlorar massa med en hastighet av 10−4,9 solmassa per år, eller en solmassa per 80 000 år, som förs bort med stjärnvind från ytan med en hastighet av 1 225 kilometer per sekund. Med hänsyn till dess låga avstånd från jorden visar sig WR 120 A:s ljusstyrka vara bara 83 200 gånger solen, vilket skulle göra den till en av de svagaste WN-stjärnorna som är kända och en av de enda WN-stjärnorna med en ljusstyrka under 100 000 gånger solens. Med hjälp av Stefan-Boltzmanns lag härleds en radie på 3,78 solradier, och en "transformerad" radie vid ett optiskt djup av 2/3, mer jämförbart med andra typer av stjärnor, är cirka 6 solradier. Med WR-ljusstyrka-massförhållandet kan WR 120 ha en massa på bara 7 solmassor, en av de lägsta massorna av någon Wolf–Rayet-stjärna. WR 120 A:s visuella ljusstyrka är 2 858 gånger solens, vilket också är i den nedre delen av fördelningen av visuell ljusstyrka för WR-stjärnor.
År 2021 avslöjades WR 120 som en dubbelstjärna. Tidigare troddes den vara en enkel WR-stjärna, men den är faktiskt en sällsynt dubbel Wolf–Rayet-stjärna. Följeslagaren (en WN3/4 WR-stjärna) är belägen cirka 1 700 AE från primärstjärnan WN7 WR och är cirka 2,1 magnituder svagare än WR 120.